# Guernini
Guernini (în arabă قرنيني) este o comună din provincia Djelfa, Algeria.
Populația comunei este de 4.594 de locuitori (2008).